# Lats
Der Lats (Plural: Lati, Genitiv Plural: Latu (nach Zahlwörtern, die nicht gebeugt werden – desmit [10], simt [100], tūkstotis [1000] – steht der Gen. Pl.), 1 Lats = 100 Santīmu) war von 1922 bis zum 17. Juni 1940 sowie von Oktober 1993 bis zum 31. Dezember 2013 die Währung Lettlands. Er ist damit der Vorgänger der lettischen Euromünzen.

## Geschichte

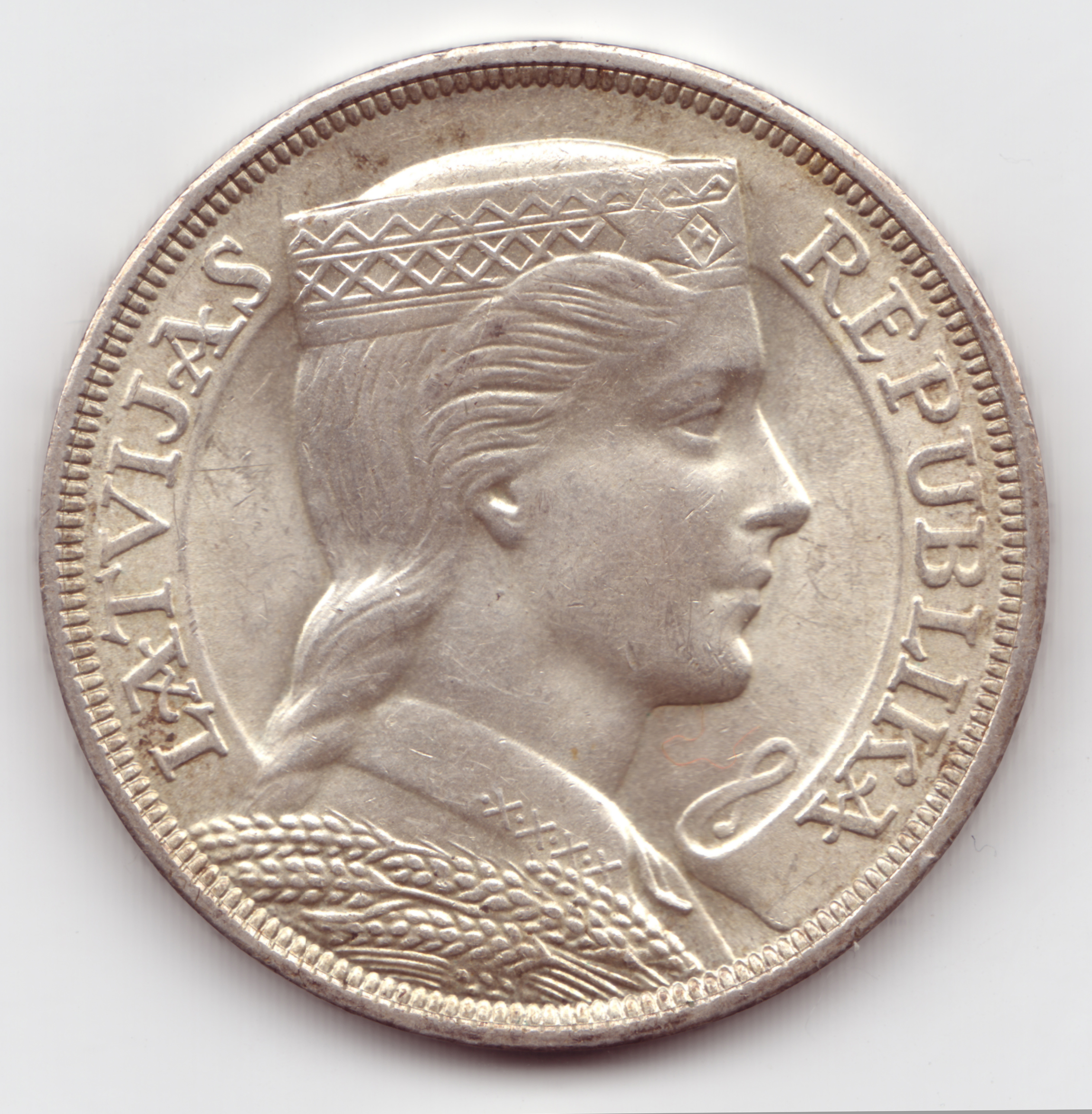
Rückseite einer silbernen 5-Lati-Münze (1931)

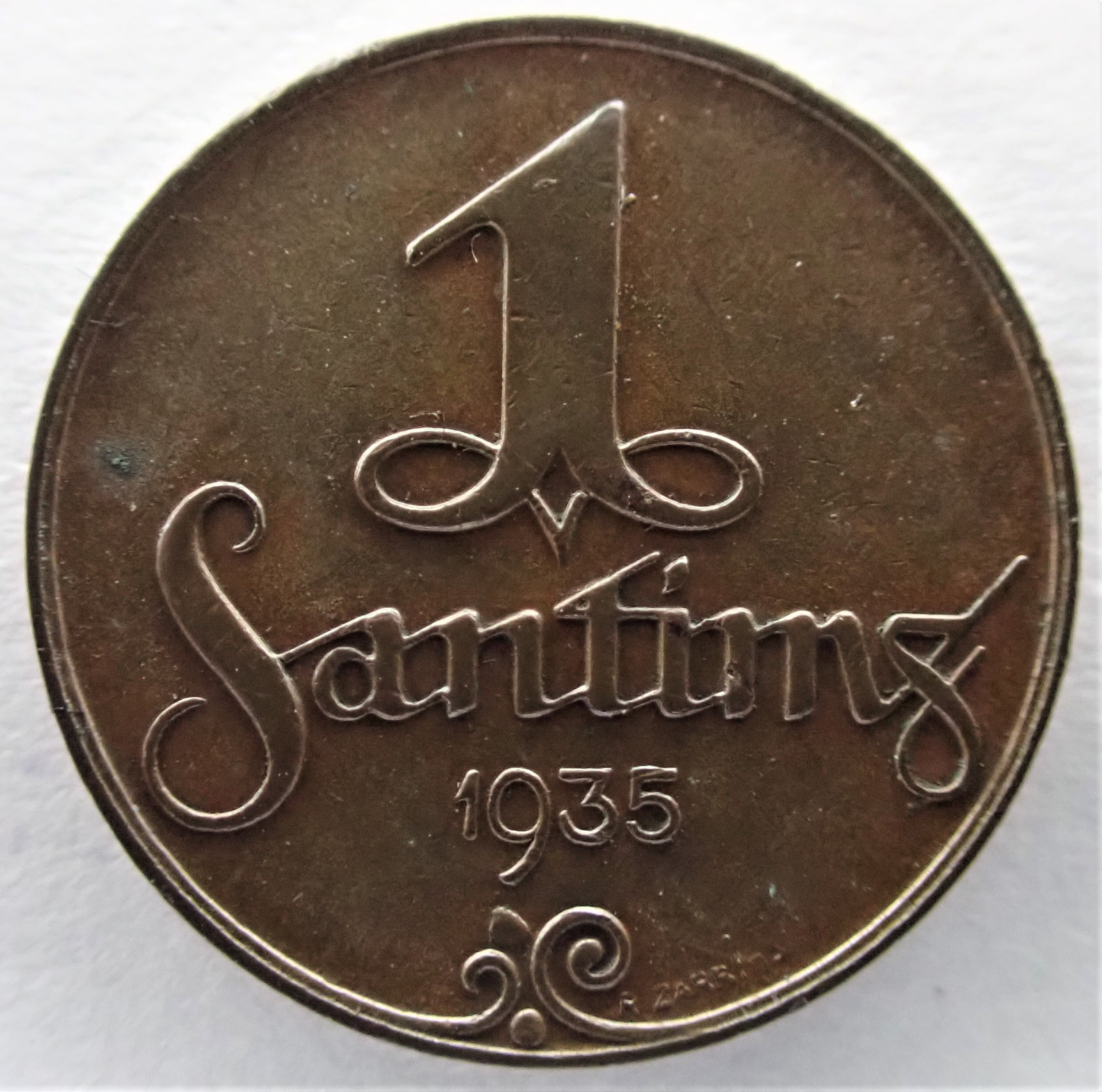
1 Santims, Lettland 1935

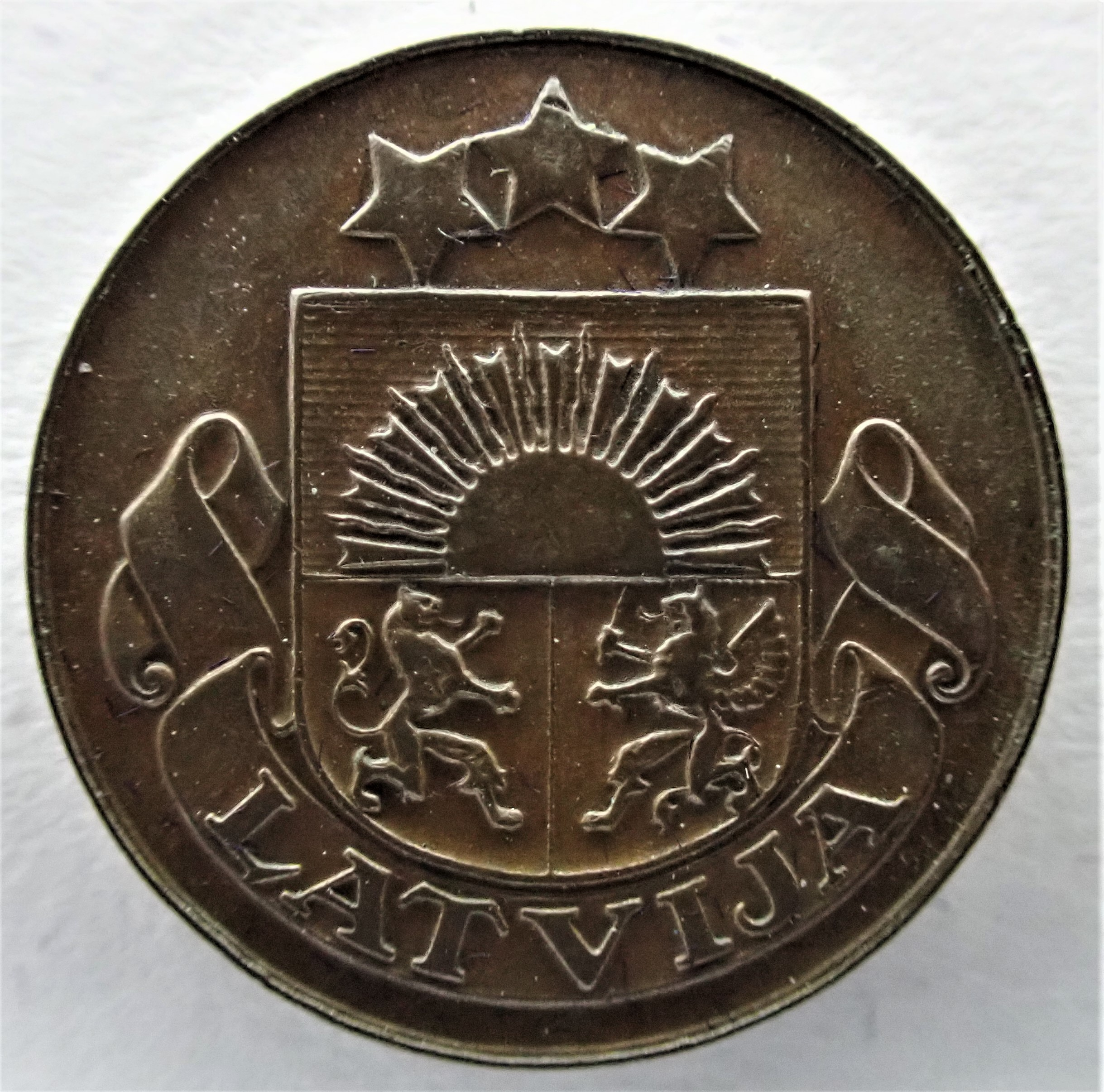
1 Santims, 1935, Wappenseite

Wechselkurs zum Euro seit 1999

Der Lats wurde im Jahr 1922 als Goldwährung eingeführt. Als Übergangswährung vom russischen Rubel diente zuvor der Lettische Rubel (Latvijas rublis, Papierwährung), der dann im Verhältnis 50 Lettische Rubel zu 1 Lats umgetauscht wurde. Es gab Banknoten zu 10 Latu, auf 500 Rubli von 1920 gedruckt, sowie solche zu 20, 25, 50, 100 und 500 Latu, außerdem Staatsnoten zu 5 Lati und zu 10 und 20 Latu. Silbermünzen zu 1 Lats, 2 und 5 Lati sowie Kupfer- und Nickelmünzen. 1 Lats entsprach im Jahr 1928 einem Wert von 0,81 Goldmark (Reichsmark in Goldwährung).
Der Lats wurde im Zuge der Okkupation durch die Sowjetunion im Laufe des Jahres 1940 durch den sowjetischen Rubel ersetzt, dieser im Zuge der Okkupation durch das nationalsozialistische Deutschland durch die Reichsmark und diese nach der Reokkupation durch die Sowjets wieder durch den sowjetischen Rubel.
Nach der vollständigen Wiederherstellung der Unabhängigkeit der Republik Lettland im August 1991 wurde der sowjetische Rubel am 7. Mai 1992 zunächst vom Lettischen Rubel (Latvijas rublis, im Volksmund nach dem damaligen lettischen Finanzminister Einārs Repše auch Repšes rublis, repši, repsīši oder repšiki genannt) im Kurs von 1:1 abgelöst. Den zweiten Schritt vollzog die lettische Nationalbank Latvijas Banka im Oktober 1993: den Umtausch in Lat zum Kurs von 200 Lettischen Rubeln zu 1 Lats. Damit hatte Lettland zeitweise die hochwertigste Währungseinheit Europas. Einārs Repše bestätigte 2003 eine entsprechende Anekdote über den Ursprung des Umtauschverhältnisses: Die Proportion sei so gewählt worden, damit man auch noch für 1 Santīms etwas Nützliches habe kaufen können, und eine Streichholzschachtel sei damals für 2 Lettische Rubel gehandelt worden. Die Stabilität der Währung wurde seither durch die Deckung mit Devisen- und Goldreserven sowie Investitionen in einer Anzahl von verschiedenen ausländischen Währungen gewährleistet.
Zum 1. Januar 2014 wurde der Lats vom Euro als Landeswährung abgelöst. Am 9. Juli 2013 stimmten die Finanzminister der EU-Mitgliedstaaten dem Beitritt Lettlands als 18. Euroland zu, ihre Staats- bzw. Regierungschefs hatten dies bereits auf ihrem Gipfel Ende Juni 2013 getan. Der Wechselkurs wurde mit 0,702804 Lats je Euro bzw. 1 LVL = 1,422872 EUR festgelegt.

## Wechselkursmechanismus II
Lettland trat am 1. Mai 2004 der EU bei. Seit dem 1. Januar 2005 war der Lats in Vorbereitung auf den Beitritt zum Euro über ein Currency Board mit einem gering schwankenden Wechselkurs (maximal 1 %) an den Euro gebunden. Im Jahr 2007 wich er aber öfter um mehr als 1 % vom Richtwert 0,696 LVL/EUR ab. Zuvor war der Lats an die Sonderziehungsrechte des Internationalen Währungsfonds (IWF) gebunden, einen Währungskorb, der hauptsächlich vom Dollarkurs beeinflusst wird, und konnte damit gegenüber dem Euro leicht schwanken.
Am 29. April 2005 erfolgte zusammen mit Malta und Zypern der Beitritt zum Wechselkursmechanismus II.

## Bargeld
Kursmünzen gab es in Stückelungen von 1 Lats und 2 Lati sowie 1 Santīms, 2, 5 Santīmi, 10, 20 und 50 Santīmu, Banknoten zu 5 Lati, 10, 20, 50, 100 und 500 Latu. Der 500-Latu-Schein war die sich im allgemeinen Umlauf befindende Banknote mit dem europaweit, nach dem 1000-Schweizer-Franken-Schein, zweithöchsten realen Gegenwert.

### Kursmünzen

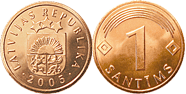
1 Santīms
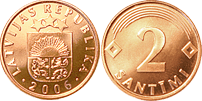
2 Santīmi
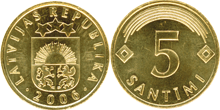
5 Santīmi
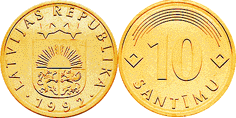
10 Santīmu
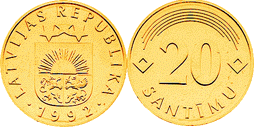
20 Santīmu
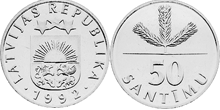
50 Santīmu
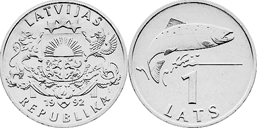
1 Lats – Lachs (1992)
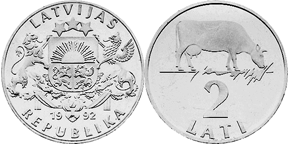
2 Lati (1992)
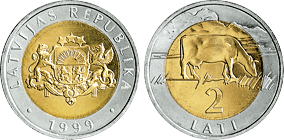
2 Lati (1999)

### Sondermünzen
| Bild              | Motiv                        | Ausgabedatum      | Auflage   |
| ----------------- | ---------------------------- | ----------------- | --------- |
| 1 Lats Storch     | Storch                       | 2001              | 250.000   |
| 1 Lats Ameise     | Ameise                       | 2003              | 250.000   |
| 1 Lats Pilz       | Pilz                         | 2004              | 500.000   |
| 1 Lats Spatenmann | Sprīdītis                    | 2004              | 500.000   |
| 1 Lats Petri-Hahn | Wetterhahn der Petrikirche   | 25. Mai 2005      | 500.000   |
| 1 Lats Kringel    | Kringel                      | 14. Dezember 2005 | 500.000   |
| 1 Lats Johanni    | Johanni-Kranz aus Eichenlaub | 15. Juni 2006     | 1.000.000 |

weitere Sondermünzen
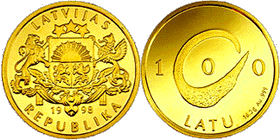
100-Latu-Goldmünze (1998)
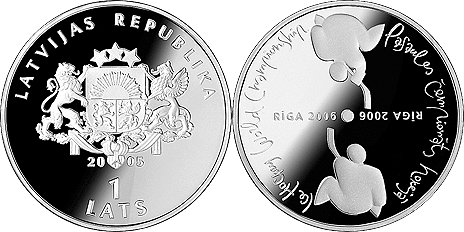
1 Lats – Eishockey-WM 2006 (2005)

### Banknoten
Mit dem Druck der ersten Serie wurde 1992 begonnen. Kleine Änderungen der Sicherheitsmerkmale bei nachfolgenden Jahrgängen sollten die Sicherheit der Banknoten gewährleisten. Die letzte Serie (20 Latu) wurde 2009 gedruckt. Alle Banknoten waren 65 × 130 mm groß; das Seitenverhältnis 1:2 entsprach somit den Proportionen der Flagge der Republik Lettland.
| Notenwert | Farbe   | Vorderseite                         | Rückseite                              |
| --------- | ------- | ----------------------------------- | -------------------------------------- |
| 5 Lati    | grün    | Eiche                               | geschnitztes Sonnenornament            |
| 10 Latu   | violett | Daugava                             | traditionelle lettische Fibel          |
| 20 Latu   | braun   | traditioneller lettischer Bauernhof | traditionelle lettische Webornamente   |
| 50 Latu   | blau    | Hansekogge                          | Stadtwappen und -plan von Riga         |
| 100 Latu  | rot     | Krišjānis Barons                    | Fragmente des Der Gürtel von Lielvārde |
| 500 Latu  | golden  | lettisches Bauernmädchen            | Ornamente eines Bronzehutes            |